# اندیس آنومالی دره مرادبیک
آنومالی دره مرادبیک یک اندیس فلزی است که در حوالی شهر تویسرکان استان همدان قرار دارد و مادهٔ معدنی موجود در آن، طلا است.سنگ میزبان این اندیس گرانیت الوند است  در این اندیس، پاراژنز‌های آپاتیت، زیرکن، روتیل، شئلیت و طلا یافت می‌شوند.